# Sindaci di Cianciana
Segue la cronotassi dei sindaci di Cianciana, dal 1825 ad oggi.

## Sindaci pre-unitari
- 1825 Antonino Martorana
- 1826 Gaetano Roccaforte
- 1826-1828 Salvatore Fidanza
- 1828 Isidoro Guida
- 1833-1837 Pietro De Michele
- 1837-1840 Antonino Martorana
- 1840-1842 Vincenzo De Michele
- 1846-1853 Francesco Guida
- 1853-1855 Francesco Carbone

## Regno d'Italia (1861-1946)
- 1859-1861 Salvatore Antinoro
- 1861-1862 Gaetano Martorana
- 1863-1865 Giacomo Sclafani (delegato straordinario)
- 1865-1866 Fortunato Cinquemani
- 1867 Salvatore Antinoro
- 1868-1870 Vincenzo Martorana Cusmano
- 1870-1875 Baldassare Cinquemani
- 1876-1884 Gaetano Di Giovanni
- 1885-1891 Alfonso Cinquemani
- 1891-1894 Francesco Martorana
- 1895-1896 Pietro Martorana
- 1896 Lauricella Magro Luigi (Regio Commissario)
- 1896-1902 Alfonso Montuoro
- 1902 Ferdinando Perricone (Regio Commissario)
- 1902 Vittorio Colli (Regio Commissario)
- 1902-1904 Giuseppe Caruselli
- 1904-1905 Corrado Guarella (Regio Commissario)
- 1905 Pietro Martorana
- 1905-1906 Arisitide Carapelle, Nicola Ricciulli (Regi Commissari)
- 1906-1907 Pietro Martorana
- 1907 Michele Internicola (Regio Commissario)
- 1908-1910 Marcello Marino
- 1910-1912 Gaetano Riggio
- 1912-1913 Marcello Marino
- 1913 Antonino Gibilisco (Regio Commissario)
- 1914-1919 Gaspare Martorana (Sostituito nel 1916 da Libertino Gramitto, nel 1919 da Francesco Belli Marchese, Regi Commissari; e ancora nel 1919 da Alfredo Salvago, Regio Commissario)
- 1919-1920 Gaetano Martorana
- 1920 Salvatore Cordova (Regio Commissario)
- 1920-1924 Leonardo Di Prazza
- 1924 Nicolò Chiappisi (Regio Commissario)
- 1924-1927 Nicolò Chiappisi
- 1927-1931 Nicolò Cinquemani (Podestà)
- 1931 Giovanni Grasso (Commissario Prefettizio), Giacomo Maldonato (Commissario Prefettizio), Giovanni Turlà (Commissario Prefettizio)
- 1931-1932 Giovanni Turlà (Podestà)
- 1933-1936 Felice Giannone (Prima Commissario Prefettizio poi Podestà; sostituito nel 1934, per malattia, dal Michele La Rosa, Commissario Prefettizio)
- 1936-1943 Geom.Giuseppe D'Anna (Prima Commissario Prefettizio poi Podestà; sostituito nel 1936 dal Stefano Vernaccini, nel 1937 dal Raimondo Bonsignore e nel 1939 dal Carmelo Contissa, Commissario Prefettizio; ancora nel 1941 dal Felice Contissa e nel 1942 dal Carlo Riggio, Commissari Prefettizi)

## Repubblica Italiana (1946-)
- 1943-1952 Nicolò Cinquemani (Presidente del C.L., Sindaco)
- 1952-1956 Pietro Ferraro
- 1956-1960 Antonino Calamo
- 1960 Ferdinando Cuffaro (Commissario Prefettizio)
- 1960-1964 Salvatore Di Maria
- 1964-1965 Salvatore Massaro (Commissario Prefettizio)
- 1965-1966 Felice Marino
- 1966 Giuseppe Contissa
- 1966-1967 Antonino Spoto
- 1967-1968 Salvatore Di Maria
- 1968-1970 Ignazio Gagliano
- 1970-1973 Onofrio Tambuzzo
- 1973-1975 Francesco Di Noto
- 1975 Mistretta (Commissario Prefettizio)
- 1975-1976 Antonino Cuffaro
- 1976-1978 Antonino Spoto
- 1978-1979 Giuseppe Alfano
- 1979-1980 Onofrio Zaccone (Commissario Prefettizio)
- 1980-1981 Salvatore Sanzeri
- 1981-1983 Giuseppe Vella
- 1983-1985 Girolamo Montalbano
- 1985-1986 Domenico Ferraro
- 1986-1988 Salvatore Di Maria
- 1988-1990 Salvatore Sanzeri
- 1990-1991 Antonino Calamo
- 1991-1992 Vincenzo D'Angelo
- 1992-1993 Ignazio Gagliano
- 1993-1994 Giuseppe Torretta (Commissario Regionale)
- 1994-1998 Gaetano Pulizzi
- 1998-2003 Mario Re
- 2003-2013 Salvatore Sanzeri
- 2013-2018 Santo Alfano
- 2018- Francesco Martorana